# 九棘綠鸚嘴魚
九棘綠鸚嘴魚為輻鰭魚綱鱸形目隆頭魚亞目鸚哥魚科的其中一種，棲息在西印度洋區，包括模里西斯、英屬印度洋領地等海域，體長可達50公分，棲息在珊瑚礁區，以藻類為食，可做為食用魚。